# Charlie Cheever
Charlie Cheever (nacido el 2 de agosto de 1981) es un empresario estadounidense. Es cofundador de Quora, un mercado de conocimiento en línea junto con Adam D'Angelo. Hasta 2009, Cheever estuvo trabajando con Facebook como ingeniero y anunció públicamente su renuncia en 2009 para construir y escalar Quora (después de construir y escalar Facebook). Durante los primeros días, Cheever ha luchado a lo largo de los años para generar ingresos para Quora. En 2021, él y la compañía Quora anunciaron el lanzamiento de nuevos productos de suscripción que permiten a los creadores de contenido monetizar sus respuestas en el sitio.

## Primeros años y carrera
Cheever asistió a la Universidad de Harvard de 1999 a 2003, donde se graduó con un B.A. en Ciencias de la Computación. Antes de unirse a Facebook, Charlie se desempeñó como ingeniero de desarrollo de software en Amazon. En 2015, Cheever comenzó a trabajar con Expo. Expo es utilizado por grandes empresas como Tesla, Walmart y Airbnb.